# San Giorgio (D 562)
Il San Giorgio è stato un cacciatorpediniere della Marina Militare Italiana che ha costituito insieme al gemello San Marco la Classe San Giorgio. Entrambe le unità furono una ricostruzione di precedenti incrociatori leggeri classe Capitani romani costruiti all'inizio della seconda guerra mondiale.

## Pompeo Magno
Il San Giorgio era entrato in servizio nella Regia Marina con il nome Pompeo Magno poco prima dell'armistizio.
La nave fu realizzata dai Cantieri Navali Riuniti negli stabilimenti di Ancona dove il suo scafo fu impostato il 3 settembre 1939. Varata il 24 agosto 1941 la nave fu consegnata alla Regia Marina il 4 giugno 1943 entrando in servizio di squadra il 24 giugno successivo. Assegnata alla base di Taranto, svolse alcune missioni di posa di mine.

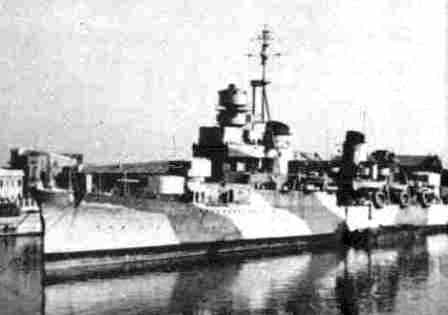
Il Pompeo Magno in livrea mimetica

Il Pompeo Magno sarebbe stato anche protagonista nella notte tra il 12 e il 13 luglio nelle acque dello Stretto di Messina di uno scontro con cinque motosiluranti alleate, affondandone due in rapida successione e danneggiandone gravemente una terza che sarebbe colata a picco più tardi, mentre le due rimanenti sarebbero fuggite a tutta velocità. Essendo stato nella notte tra il 16 e il 17 luglio il gemello Scipione Africano protagonista di un analogo scontro con motosiluranti nemiche sempre nelle acque dello stretto di Messina, non si può escludere, essendo stato impossibile consultare i giornali di bordo delle due unità, che si tratti di un unico episodio attribuito, da parte delle fonti, a due diversi incrociatori e l'impossibilità di consultare i giornali di bordo non consente un'attribuzione certa del combattimento.
All'armistizio dell'8 settembre fece rotta su Malta insieme alle Duilio, al Cadorna e al Nicoloso da Recco. Il gruppo, guidato dall'ammiraglio Da Zara, fu raggiunto dal gruppo proveniente da La Spezia, il cui comando dopo l'affondamento della nave da battaglia Roma era stato assunto dall'ammiraglio Oliva.
Il 4 ottobre salpò da Malta insieme a numerose altre unità per fare rientro in Italia, svolgendo alcune missioni di trasporto durante la cobelligeranza.
Dopo la guerra in base alle clausole del trattato di pace era previsto che fosse consegnato alla Francia in conto riparazione danni di guerra insieme ai gemelli Regolo e Scipione Africano e il 1º maggio 1948 era stato posto in disarmo in attesa della consegna ai francesi, ma in seguito ad un accordo avvenuto nel luglio 1948 tra i due governi, furono apportate alcune modifiche all'elenco delle navi da consegnare e il Pompeo Magno fu escluso in quanto i francesi credevano fosse afflitto da deformazioni dello scafo, che invece riguardavano il gemello Regolo, che era stato silurato nel 1942 perdendo la prora, sostituita con quella del Caio Mario in costruzione, e fu deciso di cannibalizzare il Pompeo Magno a favore delle altre due unità della classe da consegnare.

## Ricostruzione
Evitata la consegna alla Francia, il 15 giugno 1949 completò il suo disarmo e il 15 maggio 1950 fu ufficialmente radiato dai quadri del naviglio militare, contraddistinto dalla sigla FV 1, ma avendo l'Italia all'inizio degli anni cinquanta iniziato la ricostruzione della propria Marina invece di essere demolito, con Decreto del presidente della Repubblica del 1º marzo 1951, gli scafi dell'ex Pompeo Magno e del gemello Giulio Germanico, furono nuovamente inscritti nei quadri del naviglio militare ribattezzati rispettivamente San Giorgio e San Marco e avviati nel 1953 a lavori di ricostruzione come cacciatorpediniere rispettivamente presso i Cantieri del Tirreno negli stabilimenti di Genova e nel cantiere navale di Castellammare di Stabia.

La nave durante i lavori di trasformazione

I principali lavori riguardarono l'armamento. Le quattro torri binate con gli otto cannoni da 135/45 Mod. 38, capaci di eseguire tiri assai precisi, ma privi di una soddisfacente capacità antiaerea, furono sostituiti con sei cannoni da 127/38mm statunitensi in tre torri, meno potenti ma con la fondamentale capacità di eseguire un efficace tiro contraerei. I cannoni erano configurati in tre torri binate, una prodiera e due a poppa. Al posto della seconda torre di prora fu installato un lanciabombe antisommergibile a tre canne di tipo Menon.
Fu riconfigurato anche l'armamento antiaereo con gli otto cannoni da 37/54mm e le otto mitragliere Scotti-Isotta-Fraschini 20/70 sostituiti da venti cannoni da 40/56mm L60 in quattro impianti quadrupli e due impianti binati.
Il controllo del fuoco dei calibri principali era affidato a tre centrali di tiro Mk 25 mentre ad ogni impianto antiaereo era asservita una colonnina di direzione di tiro di costruzione U.S.A. modello “Mk 51”, dotato di congegno di mira “Mk 14” girostatico. Altri apparati elettronici erano il radar di scoperta aerea AN/SPS-6, il radar SG-6B per la scoperta di superficie, un radar SMA CFL 3-C 25 e un sonar SQS-11 a scafo.
Per un certo periodo sull'albero di maestra fu imbarcato un radar quotametro per stabilire la quota degli aerei individuati; lo stesso radar fu installato anche sul Duca degli Abruzzi.
L'armamento antisommergibile era completato da quattro lanciabombe antisommergibili laterali e una tramoggia scaricabombe antisommergibile.

## Servizio di squadra
Terminati i lavori il San Giorgio entrò in servizio, nella Marina Militare Italiana il 1º luglio 1955 con il distintivo ottico D 562 mentre l'unità gemella San Marco entrò in servizio all'inizio del 1956.

alla fonda a Venezia

Le due unità, con la velocità massima di 39 nodi, sono state le navi più veloci della Marina Militare Italiana grazie ad un apparato propulsore che raggiungeva la potenza di 110000 HP, oltre il 50% in più rispetto agli incrociatori lanciamissili Vittorio Veneto, Andrea Doria e Caio Duilio.
La due unità furono operative nella base di Taranto e Nave San Giorgio ha anche ricoperto il ruolo di ammiraglia della II Divisione, svolgendo una intensa attività addestrativa di squadra.
Il 10 aprile 1957 le due navi furono riclassificate cacciaconduttori, informalmente detti supercaccia, e nello stesso anno effettuarono una crociera di addestramento negli Stati Uniti d'America, partendo da Napoli 19 maggio e facendo rientro a La Spezia il 10 luglio. Nel corso di questo viaggio il San Giorgio prese parte il 12 giugno ad una parata navale a Norfolk, visitando anche New York e Gibilterra. Nell'estate del 1960 il "San Giorgio" ha effettuato una crociera in Nordeuropa visitando Lisbona, Portsmouth, Kiel e Brest. Nel novembre 1962 e nel febbraio 1963 la nave prese parte alle grandi manovre delle forze navali della NATO.

## Nave scuola
Il 1º giugno 1963 il San Giorgio fu trasferito presso l'Arsenale di La Spezia per essere sottoposto nuovamente a lavori di modifica ed essere trasformato in nave scuola per le crociere estive degli allievi del secondo anno dell'Accademia Navale di Livorno, sostituendo in tale compito il Montecuccoli messo in disarmo nel 1964.

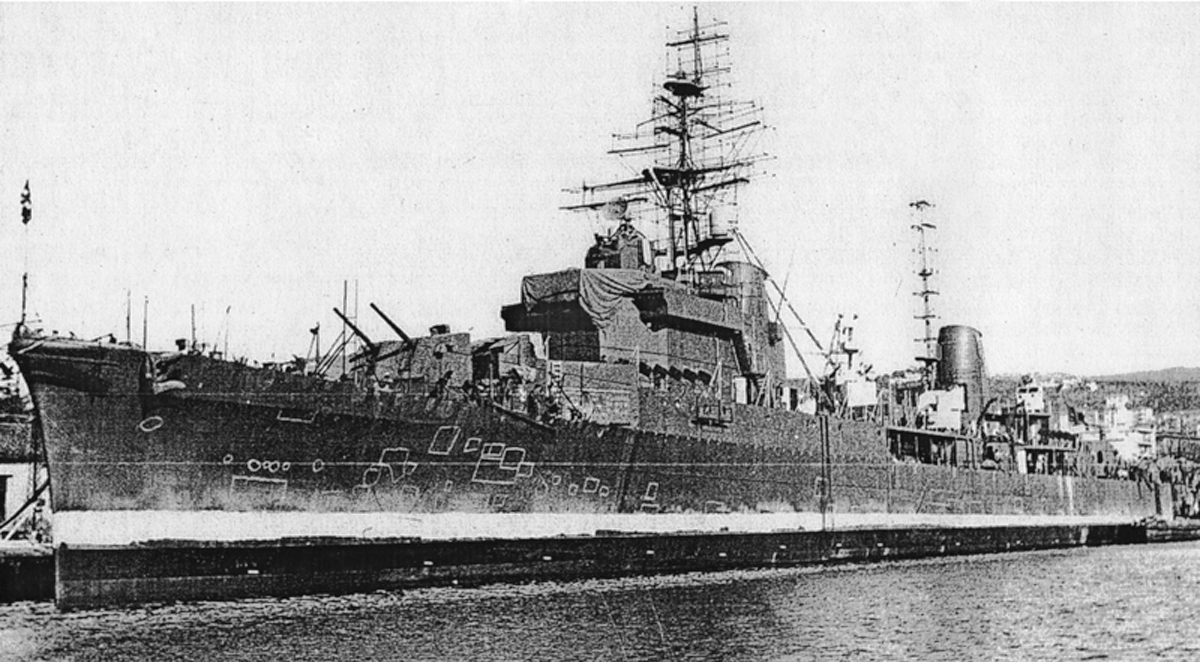
La nave durante i lavori di trasformazione in nave scuola

Per adattare l'unità alla sua nuova funzione di nave scuola furono ricavati nuovi spazi per ospitare a bordo gli Allievi dell'Accademia Navale. Altre modifiche significative riguardarono la sostituzione dell'apparato motore, l'adeguamento dell'armamento secondo concetti più recenti in merito alla difesa antiaerea e un miglioramento dell'elettronica di bordo. La scelta della nave da sottoporre per la trasformazione in nave scuola, tra il San Marco e il San Giorgio si concentrò sullo stato dello scafo; trattandosi di unità realizzate nel periodo bellico, in cui spesso i materiali utilizzati per la costruzione non furono sempre di ottima qualità, fu condotto un accurato esame dello scafo e furono individuati e posti in rilievo tutte le zone deteriorate. Lo stato di efficienza dell'apparato motore non poteva avere influenza, in quanto sarebbe stato completamente sostituito.
Per quanto riguarda gli armamenti, furono eliminati i due pezzi della torretta "X" da 127/38 mm e tutti i pezzi da 40/56 mm per far posto a tre cannoni da 76/62mm tipo MMI in installazioni singole asserviti a centrali di direzione del tiro Galileo “Orion 3”. Furono eliminati anche gli antiquati sistemi antisommergibile costituiti dai lanciabombe laterali a corta gittata e dalla tramoggia scarica bombe poppiera sostituiti da sei tubi lanciasiluri da 324 mm in due impianti tripli per il lancio di siluri filoguidati.
La parte più significativa dei lavori fu però l'apparato propulsore. Le quattro caldaie e le due turbine furono rimosse e sostituite da un apparato di tipo CODAG costituito da quattro motori diesel Fiat-Tosi da 4.000 hp ciascuno e due turbine a gas Tosi-Metrovick G6 da 7.600 HP ciascuna. Il nuovo apparato motore permise all'unità di raggiungere una velocità di 28 nodi (51,8 km/h) con autonomia di 1.900 miglia con la turbine, o utilizzando solo i motori diesel una velocità di 20 nodi (37 km/h) con autonomia di 5.560 miglia. L'adozione di un apparato motore di tipo CODAG fu la conseguenza dei buoni risultati ottenuti dalla motocannoniera MC 491, che entrata in servizio nel 1963 aveva sperimentato un apparato motore composto da due motori diesel e da una turbina a gas nella combinazione CODAG e la Marina Militare colse l'occasione per sperimentare la stessa soluzione per il San Giorgio, che destinato ad effettuare lunghe crociere addestrative, avrebbe avuto possibilità di effettuare un lungo ed accurato collaudo di questo tipo di propulsione per verificare se avrebbe potuto costituire la soluzione ottimale da adottare per le nuove unità, la cui costruzione era prevista per il decennio successivo.

Il San Giorgio in navigazione dopo la trasformazione in nave scuola

Al termine dei lavori la nave rientrò in servizio il 15 gennaio 1965 trasferendo la sua base operativa a La Spezia e alternando i compiti di nave scuola ad una ridotta attività di squadra; inoltre all'inizio del periodo estivo, prima di affrontare la crociera per gli allievi dell'Accademia di Livorno la nave svolgeva anche brevi crociere addestrative nel Mediterraneo per gli allievi del Collegio navale "Morosini" di Venezia.
Il 4 giugno 1968 l'unità prese parte alla parata navale svolta nel golfo di Napoli nel quadro delle celebrazioni del 50º anniversario della vittoria nella prima guerra mondiale, in quella che è stata la più grande parata navale dopo la seconda guerra mondiale. L'unità nell'occasione ha ospitato a bordo il Presidente della Repubblica Saragat che ha assistito alla parata a bordo del Garibaldi sede del Comando in capo della squadra navale. Nell'occasione il San Giorgio, uscito dal porto immediatamente al seguito della nave ammiraglia, ha ospitato a bordo autorità civili e militari e tutti gli addetti navali e militari esteri accreditati presso il governo italiano.
Tra le crociere estive da menzionare quella del 1966 in Nord Europa, quella del 1967 in Canada e negli Stati Uniti, nel corso della quale attraverso il fiume San Lorenzo raggiunse i Grandi Laghi, quelle del 1968 e del 1975 in Sud America, quella del 1974 ai Caraibi e negli Stati Uniti e quella del 1977, quando si spinse fino alle acque della Malaysia e del Mar di Giava.
Nel 1966 la nave, al comando del capitano di vascello Giovanni Sorrentino partita dal porto di Livorno il 18 luglio rientrò il 21 ottobre avendo toccato i porti di Chatham, Edimburgo, Trondheim, Copenaghen, Göteborg, Amsterdam, Dublino, Bordeaux, Taranto, Trieste, Augusta e Portoferraio, attraversando nel corso della crociera per due volte, sia lo stretto di Gibilterra, sia il canale della Manica; la sosta a Chatham era inizialmente prevista a Londra, ma a causa di uno sciopero dei portuali di Londra, la nave dovette attraccare nella base navale di Chatham sull'estuario del Medway a sudest di Londra.
Nel 1967 la nave fece un viaggio di istruzione in Nordamerica visitando Stati Uniti e Canada. Partita da Livorno il 20 luglio, dopo una sosta a Ponta Delgada raggiunse il porto di New York da dove dopo aver navigato lungo la costa orientale degli Stati Uniti e attraverso il fiume San Lorenzo raggiunse Toronto sulle rive dell'Ontario. Dopo avere bypassato le cascate del Niagara attraverso il Canale di Welland proseguì la sua navigazione attraverso il lago Erie, il fiume Detroit, il piccolo Lago St. Clair, il fiume Saint Clair, il Lago Huron, lo Stretto di Mackinac e il Lago Michigan, raggiungendo Chicago. Facendo il percorso inverso raggiunse poi sulle rive del San Lorenzo Montréal dove ricevette a bordo il Presidente della Repubblica Saragat che in quei giorni era in visita ufficiale in Canada in occasione dell'Esposizione universale e internazionale Montréal 1967 che si svolse quell'anno nella città canadese dal 28 aprile al 27 ottobre. Proseguendo sulla via del ritorno dopo una visita a Québec e avere attraversato l'Atlantico fece sosta a Gibilterra e da lì dopo aver toccato Taranto e Portoferraio il 22 ottobre fece rientro a Livorno avendo percorso 14850 miglia.
Nel 1968 la nave, partita da Livorno il 21 luglio, vi fece rientro il 28 ottobre, dopo aver toccato i porti di Casablanca, Abidjan, Santos, Montevideo, Buenos Aires, Rio de Janeiro, Recife, Caracas, Funchal e Portoferraio.
Nel 1974, la nave, partita dal porto di Livorno il 10 luglio, con a bordo gli allievi del corso Odissea, vi fece rientro il 2 ottobre dopo aver toccato Santa Cruz de Tenerife, Bridgetown, La Guaira, Cartagena, Port-au-Prince, Port Everglades, Filadelfia, Saint George, Casablanca e Portoferraio.

Il San Giorgio alla fonda durante una crociera di addestramento

Nel 1977 la nave lasciata Livorno il 7 luglio al comando del capitano di vascello Benucci, vi fece ritorno il 14 ottobre, dopo aver attraversato due volte il canale di Suez, avendo toccato i porti di Alessandria, Gedda, Bombay, Colombo, Singapore, Giakarta, Madras, Karachi, Bandar Abbas, Aden, Istanbul, Pireo e Portoferraio. La crociera addestrativa del 1977 mise a dura prova le strutture della nave che durante la navigazione nell'Oceano Indiano fu investita dai monsoni, al punto che nel 1978 la crociera di addestramento estiva degli allievi dell'Accademia di Livorno fu svolta sul Vittorio Veneto dove l'hangar fu attrezzato come dormitorio per gli allievi.
Il San Giorgio fu ritirato dal servizio il 31 ottobre 1979 al termine dell'ultima crociera addestrativa, a favore degli allievi del corso Saoren, effettuata nel Mediterraneo dal 18 luglio al 12 ottobre in cui la nave partita da Livorno ha toccato i porti di Casablanca, Tolone, Orano, Augusta, Pireo, Istanbul, Trieste, Taranto, La Goulette, Barcellona, La Spezia, Portoferraio.
La nave ha effettuato l'ultimo ammainabandiera il 1º febbraio 1980 alle 11 del mattino, sotto un pallido sole spezzino. Insieme all'ultimo equipaggio erano presenti il primo comandante dopo la ricostruzione del dopoguerra, quello dell'ultima crociera, Capitano di Vascello Iaccheri, e tutti i comandanti dopo la trasformazione a nave scuola.
Dal 1955 al disarmo aveva percorso 418.000 miglia; dal 1965, dopo i lavori di trasformazione in nave scuola, aveva effettuato 14 crociere per gli Allievi dell'Accademia Navale di cui tre in Sud America, due in Nord America, quattro in Centro-Nord America, una in Asia, due in Nord Europa, una negli Stati Uniti e Nord Europa e una nel Mediterraneo.
Il San Giorgio è stato sostituito nel ruolo di nave scuola dall'incrociatore Caio Duilio opportunamente modificato per svolgere tale compito e dopo essere stato posto in disarmo fu successivamente radiato e demolito nel 1987.

## Storia
In precedenza un'altra unità della Regia Marina aveva portato il nome San Giorgio. Si trattava di un incrociatore corazzato del 1908 che, dopo aver partecipato alla guerra italo-turca e alla prima guerra mondiale, era stato assegnato nel 1936 al ruolo di nave scuola presso l'Accademia navale di Livorno. Alla fine degli anni trenta fu convertito in incrociatore antiaereo e stanziato nella colonia di Libia il 10 giugno 1940. Il 21 gennaio 1941, in rada a Tobruch, si mandato a fondo dalla guarnigione italiana per prevenirne la cattura da parte delle avanzanti forze britanniche.
Attualmente nella Marina Militare il nome appartiene a una nave da sbarco, entrata in servizio alla fine degli anni ottanta: si tratta della capoclasse della classe San Giorgio
Le navi militari italiane che hanno portato il nome San Giorgio, compresa quella attualmente in servizio, hanno avuto tutte come unità gemella una nave di nome San Marco.
Il nome, nella Regia Marina, è stato anche di un piroscafo della Società Anonima di Navigazione a vapore Istria varato nel 1914 e iscritto, dal 12 maggio 1940, nei ruoli del Naviglio Ausiliario dello Stato, per poi tornare dopo la fine del conflitto a navigare come nave da carico.